# Eduard Planck von Planckburg
Eduard Planck von Planckburg (* 9. Juli 1841 in Linz; † 31. Juli 1918 in Bad Ischl) war Landtags- und Reichsratsabgeordneter der Liberalen Partei und Gutsbesitzer.
Planck war Landtagsabgeordneter und Landesausschuss-Ersatzmann vom 14. September bis zum 29. April 1875 sowie Landtagsabgeordneter vom 24. September 1878 bis zum 13. Oktober 1883 und Landesausschuss-Ersatzmann vom 24. September 1878 bis zum 14. September 1884. 
Zudem war er Reichsratsabgeordneter von 1872 bis zum 16. Mai 1879.
Er war verheiratet mit Agnes Kallmus (1851–1930) und Besitzer des landtäflichen Gutes Neuhaus an der Donau.